# Camporosso (Tarvis)
Camporosso (oder Camporosso in Valcanale, deutsch: Saifnitz, slowenisch: Žabnice, furlanisch: Cjamparos) ist eine Fraktion der Gemeinde Tarvis.

## Lage
Camporosso liegt im Kanaltal 804 m über dem Meer, 4 km westlich von Tarvis, und ist Teil des Gemeindegebiets dieser Stadt. Bei Saifnitz liegt auf 805 m s.l.m. die Saifnitzer Wasserscheide, die Gailitz und Fella und somit die Einzugsgebiete von Mittelmeer und Schwarzem Meer trennt.

## Name
Der Name Saifnitz (1204 Sevenik, 1260 Seventz, mundartlich „Saffnitz“) leitet sich vom slawischen *Zapnice her, was etwa „Ort der Kröten“, „Krötendorf“ bedeutet. Ein italienisches Campo Rospo (Krötenfeld) hätte dieselbe Bedeutung. Der slowenische Ortsname „Žâbnice“ gehört zu slow. žaba – Frosch; die furlanische Form für Saifnitz „Chiampròss“ (neue Schreibweise: Cjamparos) weist ebenso auf „Kröten-/Froschfeld“ hin. Beim jetzigen italienischen Ortsnamen „Camporosso“ handelt es sich wohl um eine Falschübersetzung.

## Geschichte
Auf dem Gebiet von Saifnitz befand sich eine römische Ansiedlung, die unter dem Namen statio Bilichinensis auch in einer lateinischen Inschrift erwähnt wird. Zu dieser Siedlung gehörte auch ein Heiligtum des orientalischen Gottes Mithras (Mithräum), das bei archäologischen Ausgrabungen in den 1980er Jahren freigelegt wurde. Ein römisches Grabdenkmal aus dem späten 2. Jahrhundert zeigt eine Mischung aus Stilmerkmalen des südlich gelegenen Raumes um Aquileia und typischen Charakteristika von Grabmälern der nördlich gelegenen Provinz Noricum.
Camporosso (Saifnitz) selbst war ursprünglich eine eigenständige Gemeinde mit der ältesten Mutterkirche – St. Ägidius von 1106 – im Val Canale (Kanaltal).
In der Neuzeit war Saifnitz ursprünglich eine slowenische Siedlung. Ende des Krieges 1945 waren von dort jedoch 364 Menschen abgewandert. 63 Menschen kamen nach dem Krieg zurück. 22 junge Männer aus Camporosso fielen im Zweiten Weltkrieg.
Während Tarvis durch Umsiedlungen im Zweiten Weltkrieg und durch Zuwanderung überwiegend italienischsprachig ist, spricht die Bevölkerung in Camporosso wie sonst nur noch in Ugovizza (deutsch: Uggowitz, slowenisch: Ukve) mehrheitlich einen slowenischen Dialekt, der dem gailtalerischen Slowenisch zugeordnet wird. Die Kommandosprache der Freiwilligen Feuerwehr Camporosso ist seit der Gründung 1898 Deutsch.
Nach Stand 1995 hat Saifnitz ungefähr 650 Einwohner.

## Wallfahrtsort
Der Ort liegt am Fuße des Luschariberges (Monte Lussari, 1790 m), der fast 600 Jahre lang ein Wallfahrtsort deutsch- und slowenischsprachiger Kärntner war. Am Luschariberg steht die berühmteste aller Filialkirchen von Camporosso (Saifnitz). Schon Johann Weichard von Valvasor berichtete von großen Pilgerprozessionen nach Maria Luschari, die Im Jahre 1860 mit über 100.000 Wallfahrern den Höhepunkt erreichten. Der schöne Aussichtsberg ist heute durch eine Seilbahn erschlossen. Am Berg unterhalb der Kirche gibt es einen Pfarrhof. Dort betrieben Dechant Mathias Kullnigg und später Pfarrer Lambert Fertschnigg in den 1850er und 60er Jahren eine Wetterstation und zeichneten das Klima akribisch auf.

## Die Sage
Eine alte Überlieferung berichtet, dass im Jahre 1360 am Luschariberg ein Hirte verlaufene Schafe suchte. Er fand sie kniend um einen Bergkieferstrauch. Verblüfft näherte er sich und sah im Strauch ein hölzernes, reliefartiges Bild der Gottesmutter mit dem Kind Jesus. Er brachte das Bild nach Saifnitz und übergab es dem Pfarrer. Doch am nächsten Tag war das Bild auf wundersame Weise wieder am Luschariberg, und wieder knieten Schafe um das Relief. Der Fall wiederholte sich noch ein drittes Mal. Da meldete der Pfarrer die Begebenheit dem Patriarchen von Aquileia. Dieser gab die Verordnung heraus, dass an der Stelle, an der das Bild gefunden wurde, eine Kapelle gebaut werden solle.

## Wirtschaft
Der Ort gehörte bis 1918 zu Kärnten. Er liegt an alten Handelsstraßen. Die Römer hatten hier an der Straße, die von Aquileia nach Virunum führte, einen Stützpunkt, die „Statio Bilachiniensis“, errichtet. Heute lebt Camporosso vor allem vom Tourismus. Der Berg- und Wintersport hat zunehmend an Bedeutung gewonnen. Karawanken, Karnische und Julische Alpen bieten interessante Möglichkeiten.
Auf der neuen „Di Prampero“-Piste des Luschariberges finden Skiweltcuprennen statt. Loipen und Skitouren laden zum Wintersport ein. Im Sommer und Frühherbst ist die Region um Tarvisio und Camporosso das Bergsportzentrum Friauls.

### Neue Kabinenbahn auf den Luschariberg
Im Dezember 2000 wurde die neue Kabinenbahn auf den Luschariberg eröffnet. In einer Bauzeit von sieben Monaten wurde die moderne Liftanlage neben der Bundesstraße in Camporosso neu errichtet.
Insgesamt 91 Kabinen können nun in einer Fahrzeit von elf Minuten Skifahrer, Wanderer und Ausflügler auf den Luschariberg befördern. Die Kapazität der neuen Seilbahn beträgt 1800 Personen pro Stunde. Auf insgesamt 30 Stützen und über eine Mittelstation werden die drei Liftkilometer mit einer Differenz von 1000 Höhenmetern bewältigt.
Aber auch die Schipiste der Talabfahrt vom Luschari zur neuen Liftstation wurde um das Doppelte verbreitert und den gängigen Sicherheitsstandards angepasst. Für eine sichere Schneelage auf der vier Kilometer langen Piste soll eine neue Beschneiungsanlage sorgen.
2001 wurden die Pisten von Tarvis mit der Luschari-Abfahrt verbunden, so dass den Wintersportlern insgesamt 25 Kilometer Skipisten zur Verfügung stehen. Die Kosten für den neuen Lift und für die Pistenverbreiterung beliefen sich auf 30 Milliarden Lire.

## Bilder

### Kirchen

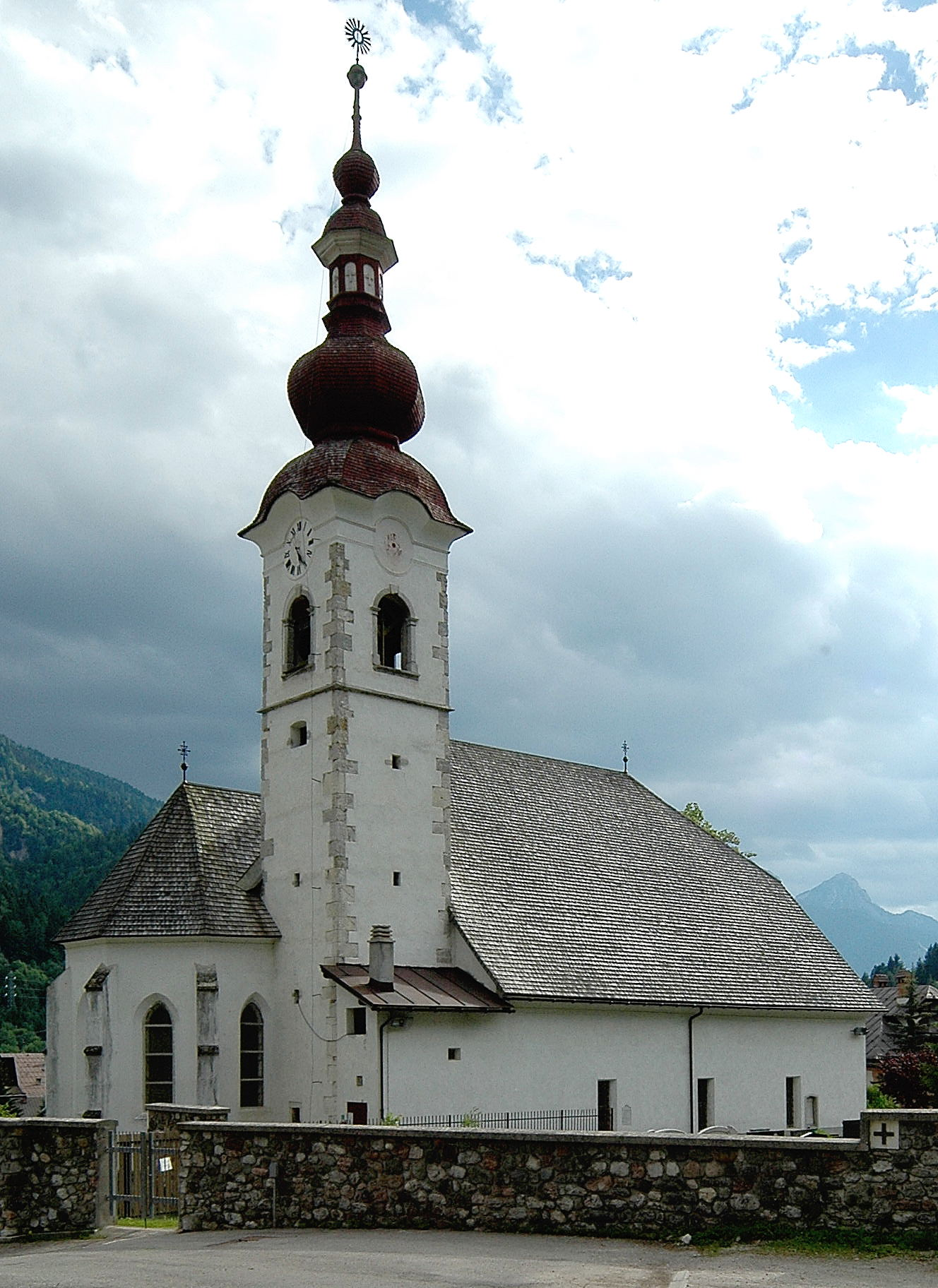
Pfarrkirche von Camporosso
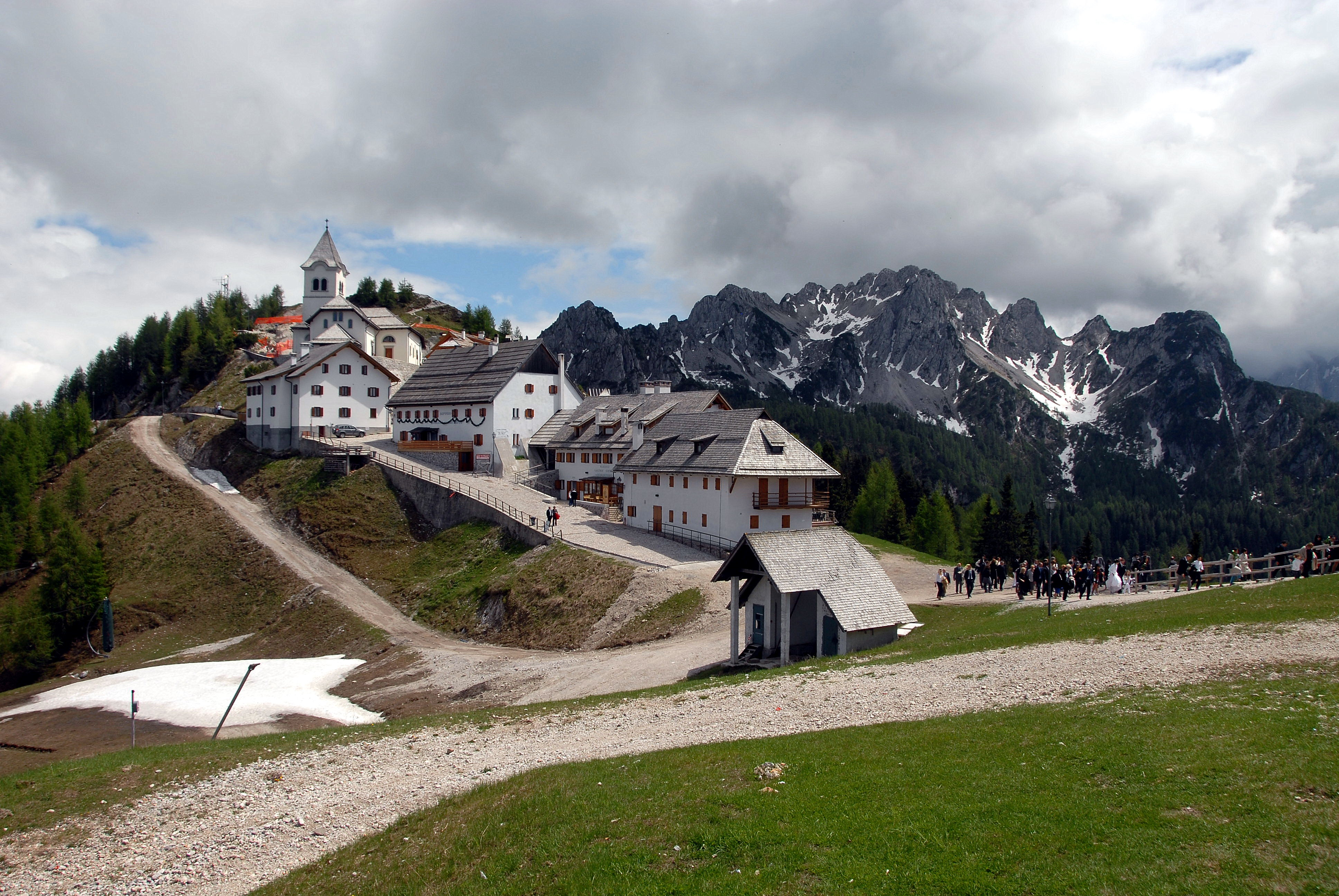
Luschariberg mit der Cima del Cacciatore im Hintergrund
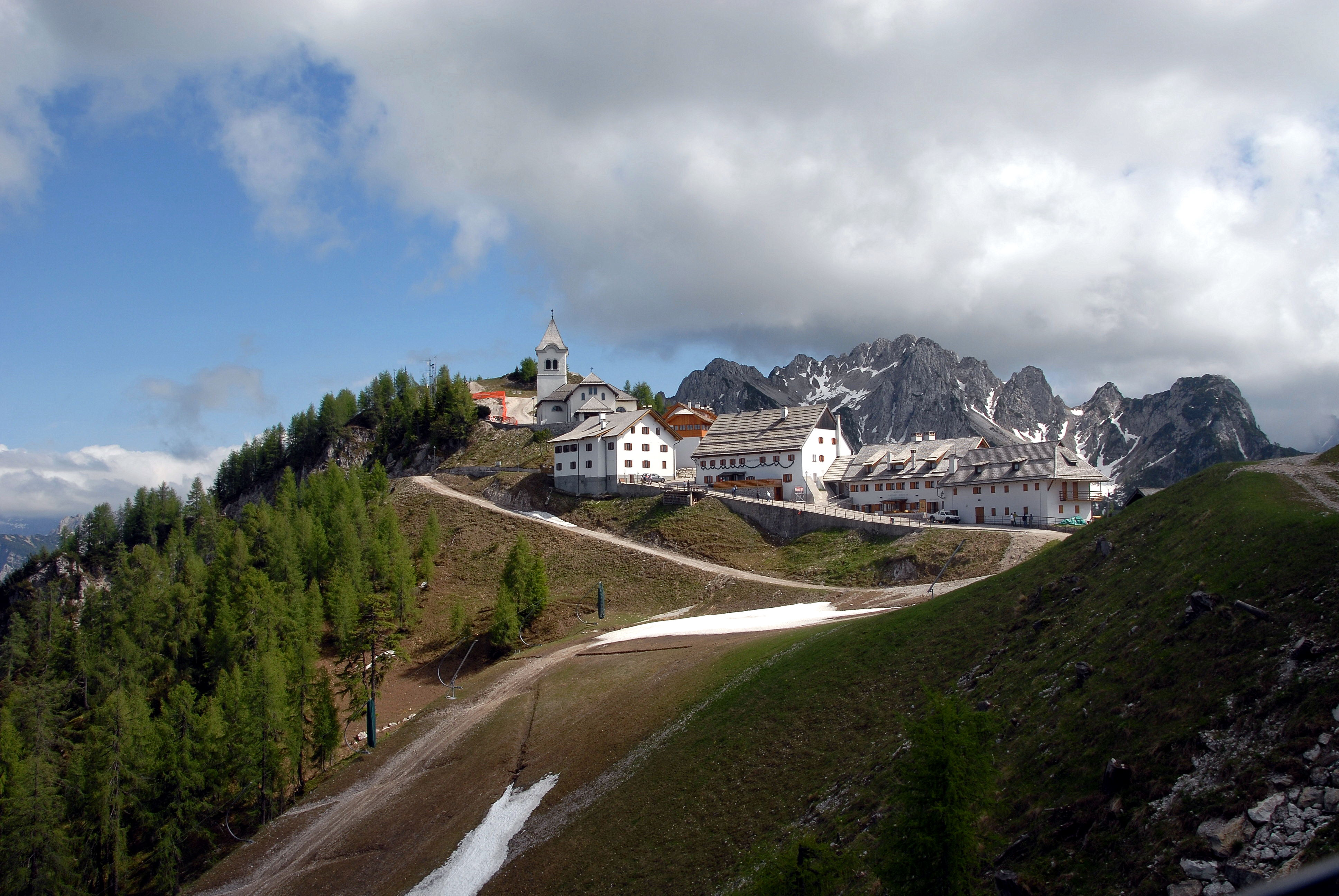
Bergheiligtum am Luschariberg
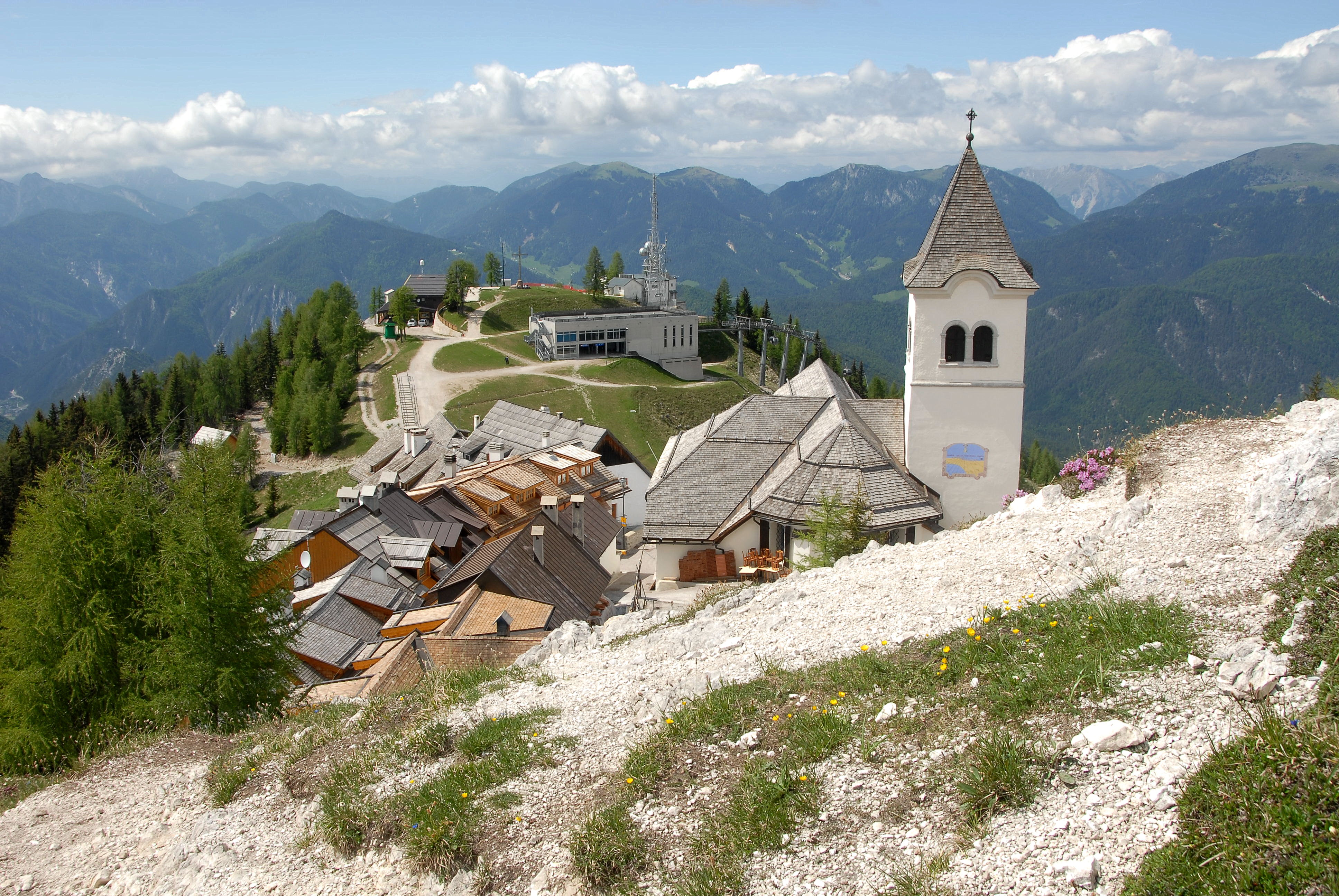
Monte Santo di Lussari mit der Marien-Wallfahrtskirche
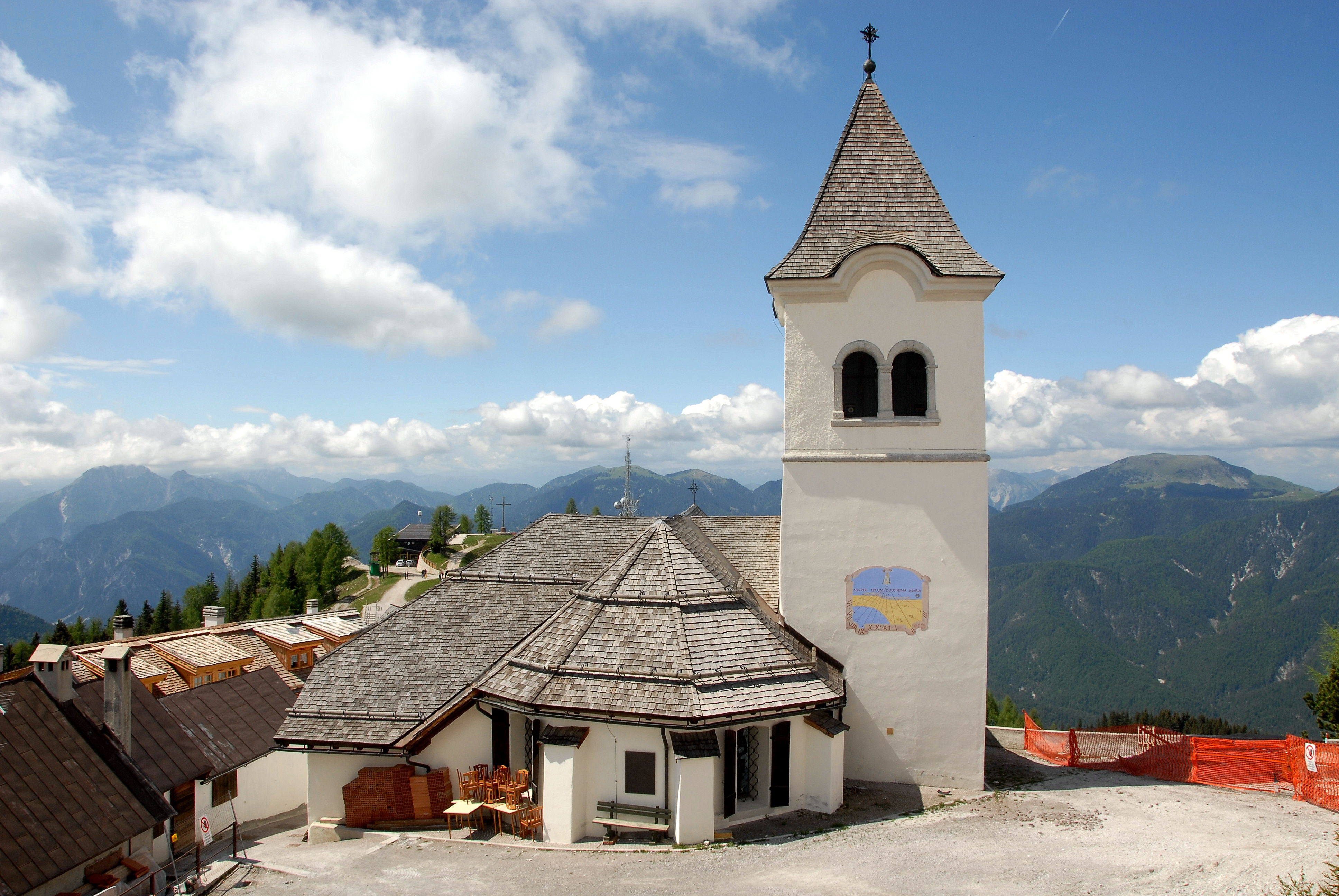
Marien-Wallfahrtskirche

### Seilbahn

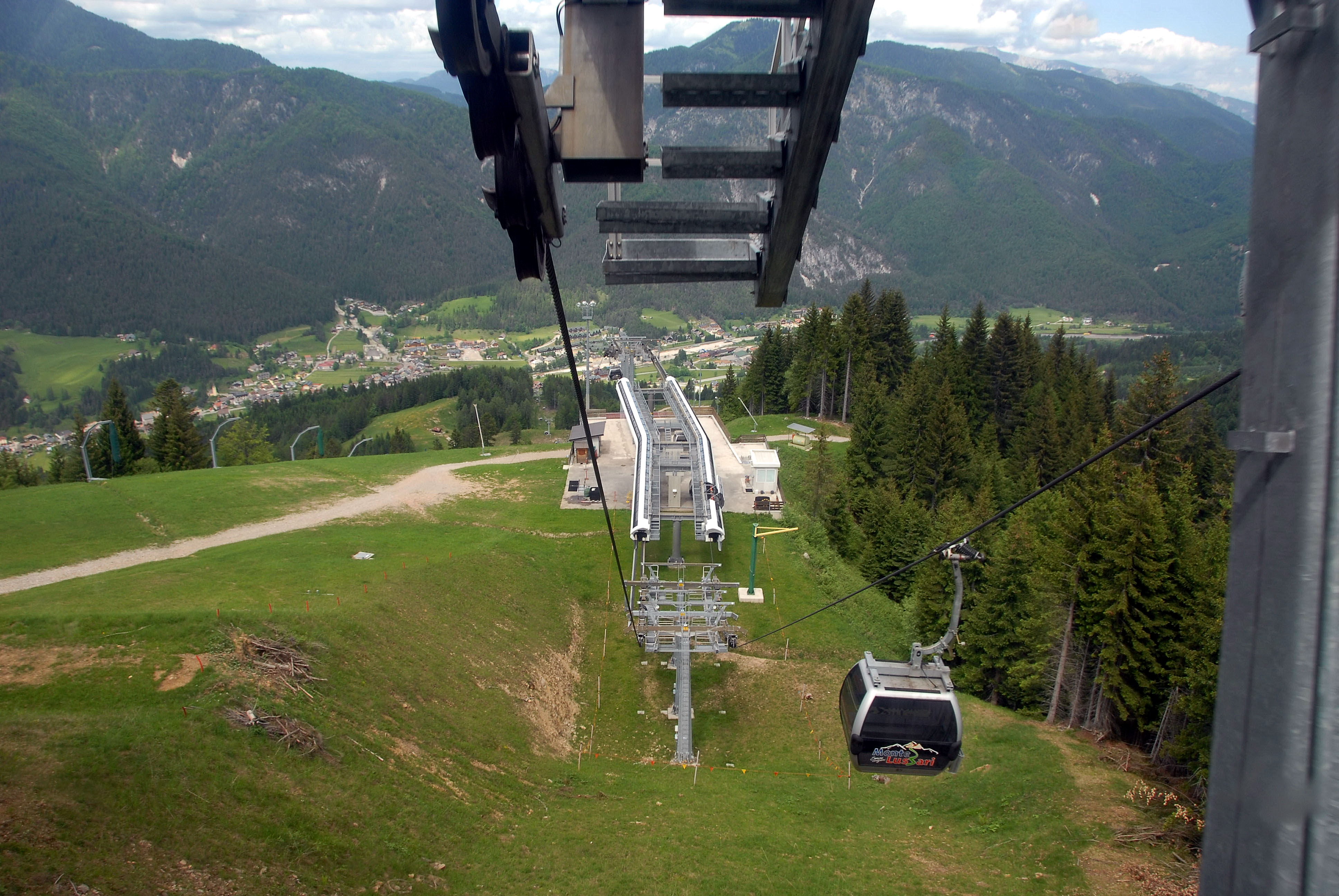
Kabinenseilbahn auf den Luschariberg, im Tal Camporosso
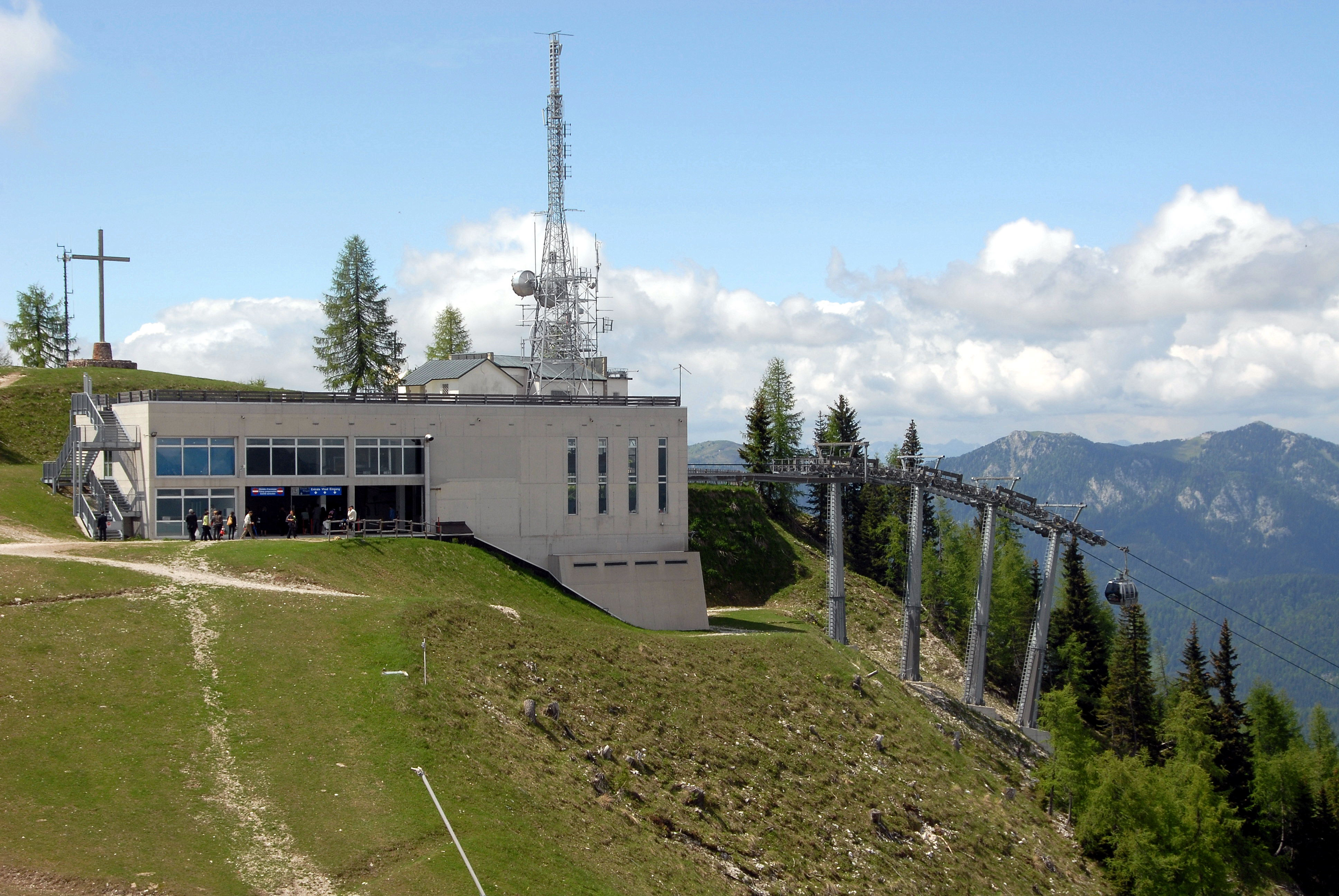
Bergstation der Kabinenseilbahn auf dem Luschariberg
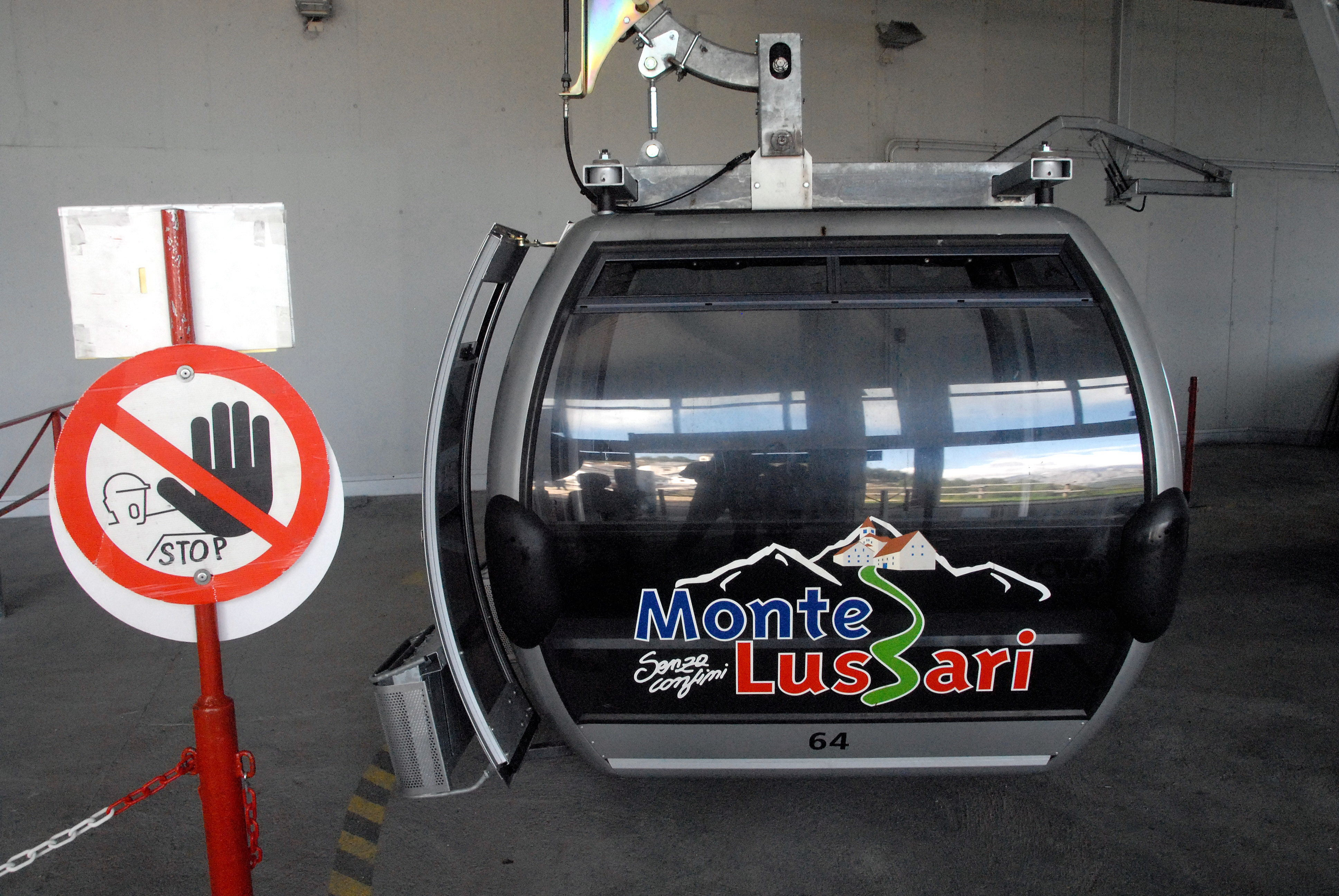
Kabinengondel in der Bergstation

## Persönlichkeiten
- Hans Sima (1918–2006), Landeshauptmann von Kärnten von 1965 bis 1974
- Lara Della Mea (* 1999), Skirennläuferin

## Nachweise
1. ↑  members.aon.at
2. ↑  Sammlung Kanaltal -Besiedlungsphasen des Kanaltales: Die Siedlungstätigkeit des Bistums Bamberg: Saifnitz
3. ↑  Maurizio Buora (Hrsg.): Römische Denkmäler entlang der Bernsteinstraße in der Region Friuli Venezia Giulia. In: János Gömöri: Landscapes and Monuments along the Amber Road. Results and Perspectives of Cultural Tourism. Kiadja a Scarbantia Társaság, Sopron 1999, ISBN 963-03-7907-4, S. 18–20, hier S. 18.
4. ↑  Werner Besch u. a: Sprachgeschichte. Band 4, (= Handbücher zur Sprach- und Kommunikationswissenschaft. 2,4). Mouton de Gruyter, Berlin 2004, ISBN 3-11-018041-3, S. 3372.
5. ↑  Corpo Pompieri Volontari FVG: Freiwillige Feuerwehr Saifnitz. Abgerufen am 11. Dezember 2022.
6. ↑  Johann Prettner: Das Klima von Kärnten nach an 42 Beobachtungsstationen angestellten Beobachtungen dargestellt. (Aus dem Jahrbuch des natur-historischen Landesmuseums von Kärnten XI besonders abgedruckt). Klagenfurt, Druck von Ferdinand von Kleinmayr, 1872, S. 66–67 (Altseite) (Eintrag Digitalna knjižnica Slovenije, Artikel pdf, beide dlib.si), abgerufen am 8. November 2019.